# Nicholas Marfelt
Nicholas Marfelt (Brønshøj, 15 settembre 1994) è un calciatore danese, difensore dell'Ishøj.

## Carriera
Cresciuto nelle giovanili dell'Hvidovre, ha esordito il 14 aprile 2014 in un match vinto 2-0 contro il Marienlyst.

## Statistiche

### Presenze e reti nei club
Statistiche aggiornate al 16 gennaio 2018.
| Stagione        | Squadra          | Campionato      | Campionato | Campionato | Coppe nazionali | Coppe nazionali | Coppe nazionali | Coppe continentali | Coppe continentali | Coppe continentali | Altre coppe | Altre coppe | Altre coppe | Totale | Totale | Totale |
| Stagione        | Squadra          | Comp            | Pres       | Reti       | Comp            | Pres            | Reti            | Comp               | Pres               | Reti               | Comp        | Pres        | Reti        | Pres   | Reti   |        |
| --------------- | ---------------- | --------------- | ---------- | ---------- | --------------- | --------------- | --------------- | ------------------ | ------------------ | ------------------ | ----------- | ----------- | ----------- | ------ | ------ | ------ |
| 2013-2014       | Hvidovre         | 1D              | 9          | 1          | CD              | 0               | 0               |                    | -                  | -                  |             | -           | -           | 9      | 1      |        |
| 2014-2015       | Hvidovre         | 2D              | ?          | ?          |                 | -               | -               |                    | -                  | -                  |             | -           | -           | ?      | ?      |        |
| 2015-2016       | Hvidovre         | 2D              | ?          | ?          |                 | -               | -               |                    | -                  | -                  |             | -           | -           | ?      | ?      |        |
| 2016-gen. 2017  | Helsingør        | SL              | 16         | 3          | CD              | 0               | 0               |                    | -                  | -                  |             | -           | -           | 16     | 3      |        |
| gen.-giu. 2017  | SønderjyskE      | SL              | 10         | 0          | CD              | 0               | 0               |                    | -                  | -                  |             | -           | -           | 10     | 0      |        |
| ago. 2017       | SønderjyskE      | SL              | 4          | 0          | CD              | 0               | 0               |                    | -                  | -                  |             | -           | -           | 4      | 0      |        |
| 2017-2018       | Sparta Rotterdam | ERE             | 7          | 0          | CO              | 1               | 0               |                    | -                  | -                  |             | -           | -           | 8      | 0      |        |
| Totale Carriera | Totale Carriera  | Totale Carriera | 46         | 4          |                 | 1               | 0               |                    | -                  | -                  |             | -           | -           | 47     | 4      |        |

## Palmarès

### Club

#### Competizioni nazionali
- Coppa di Danimarca: 1

SønderjyskE: 2019-2020